# Ducato di Teschen
Il ducato di Teschen o ducato di Cieszyn o ducato di Těšín, fu un ducato indipendente, con sede a Teschen (Cieszyn), nell'Alta Slesia, compreso entro la lega dei Ducati della Slesia.

## Storia

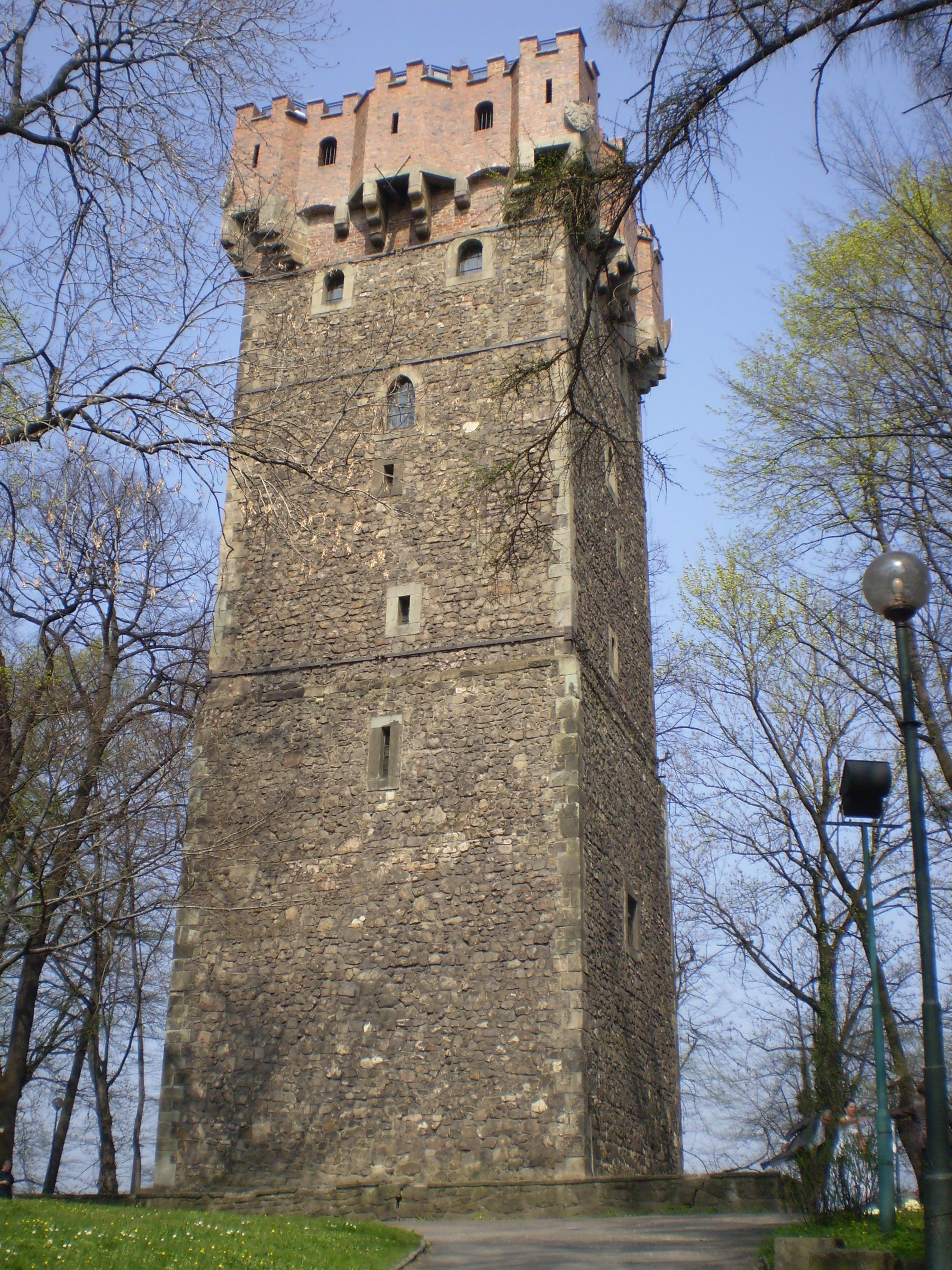
Torre del castello dei Piast a Cieszyn, parte dell'ex palazzo ducale

Il ducato si distinse nella storia di Cieszyn, ed in tutta la Slesia in generale; dopo la divisione feudale della Polonia esso venne derivato dai suoi confini nel 1281 e governato da duchi locali della dinastia Piast sino al 1290. Il ducato di Teschen venne anche composto con altri piccoli ducati e diversi altri domini quali il ducato di Oświęcim o il ducato di Zator. Il ducato di Oświęcim venne diviso dal ducato di Teschen attorno al 1315 e il ducato di Zator venne derivato da quello di Oświęcim nel 1454.
Nel 1327 Casimiro I, duca di Teschen, ottenne l'appannaggio da parte del re boemo Giovanni di Lussemburgo. Sino a quel momento, il ducato era divenuto un feudo autonomo della corona boema. I Piast inoltre si erano impossessati di altri territori ed avevano ingrandito il ducato di Teschen stesso. Essi ad esempio avevano ottenuto Siewierz, metà di Głogów e molte terre attorno a Bytom. Alla morte di Boleslao I nel 1431, il governo del territorio venne mantenuto dalla di lui moglie Eufemia e dai suoi quattro figli. Nel 1442 il ducato venne infine diviso tra i quattro eredi, che erano di fatto duchi di Teschen anche se il vero controllo sul territorio era mantenuto saldamente da Boleslao II e da Premislavo II che alla morte del fratello maggiore nel 1452 aveva governato da solo. Durante il regno di Venceslao III Adamo il ducato aderì al protestantesimo secondo la legge del cuius regio, eius religio. Ad ogni modo, il duca successivo, Adamo Venceslao riportò l'assetto religioso del paese in seno al cattolicesimo. Il governo dei Piast continuò sino al 1653, anno della morte della loro ultima discendente, Elisabetta Lucrezia, duchessa di Teschen.

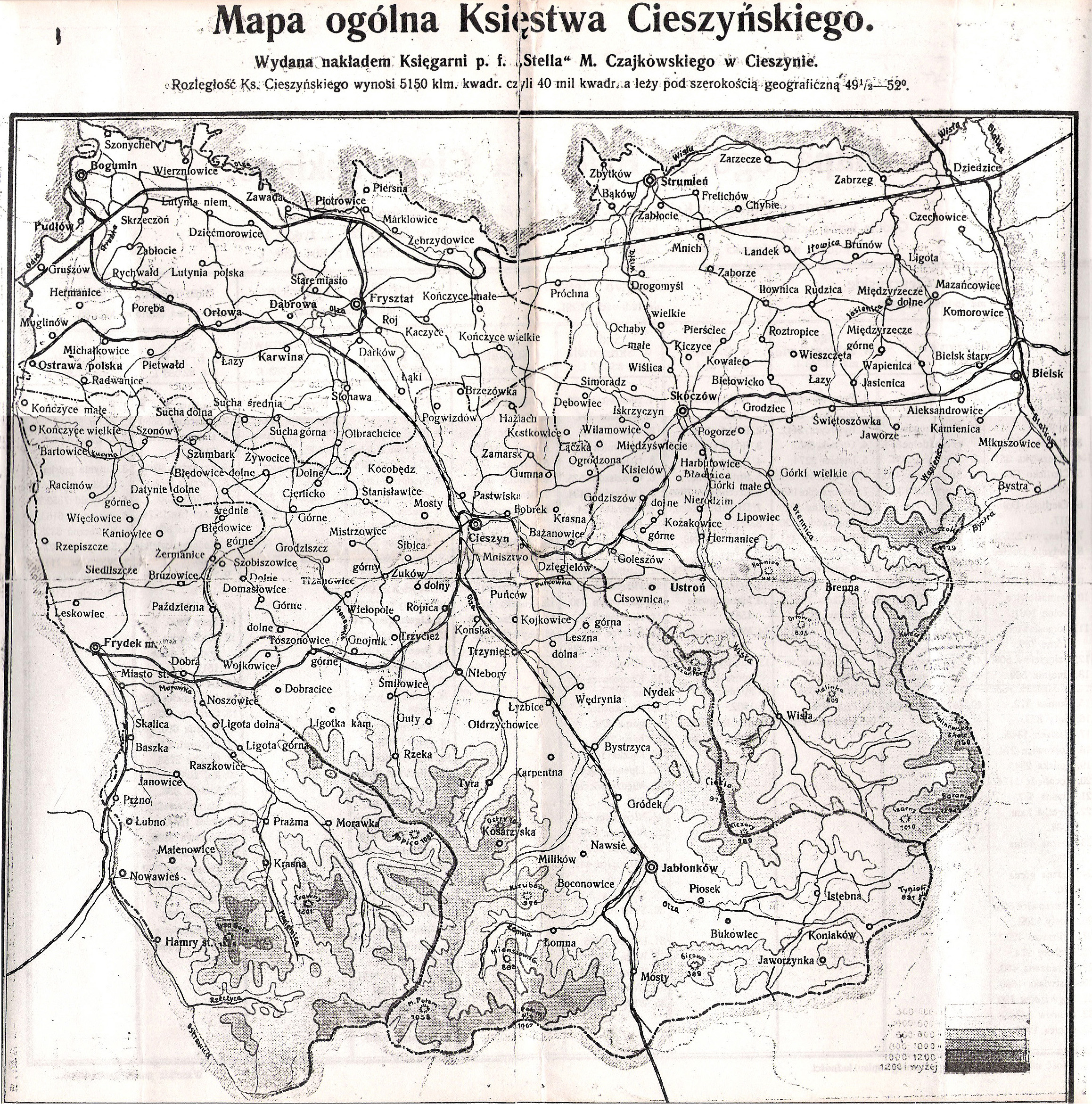
Mappa del ducato di Teschen nei primi anni del Novecento

Dal 1653 il ducato passò quindi alla dinastia degli Asburgo. Nella prima metà del XVIII secolo, la reggenza venne affidata al duca Leopoldo di Lorena, come compensazione per non aver ottenuto il Marchesato del Monferrato, sul quale aveva dimostrato dei diritti derivatigli attraverso la nonna della madre, la quale era imparentata con la dinastia locale. L'Imperatore, però, aveva affidato il Monferrato ai duchi di Savoia come parte di un trattato di alleanza. L'imperatore Francesco I successivamente lo garantì alla maggiore delle sue figlie, l'arciduchessa Maria Cristina, che sposò il principe Alberto di Sassonia, colloquialmente definito duca di Sassonia e Teschen. Successivamente, gran parte della Slesia passò alla Prussia nel 1742 nel corso della Guerra di successione austriaca, ma Teschen rimase sotto il controllo austriaco, come parte della Slesia austriaca. Il matrimonio tra Alberto e Maria Cristina, però, non ebbe figli ed alla morte del vedovo Alberto, il ducato passò al loro figlio adottato, l'arciduca Carlo d'Austria, che divenne quindi duca di Teschen e iniziò la dinastia degli Asburgo-Lorena dei duchi di Teschen. Il feudo passò quindi al figlio maggiore, l'arciduca Alberto Federico. Alla sua morte, nel 1895, passò nelle mani del nipote, l'arciduca Federico Maria.
Il ducato di Teschen divenne parte dell'Impero austriaco nel 1804 e dell'Austria-Ungheria nel 1867. Alla fine della prima guerra mondiale, venne stabilito un governo locale ceco-polacco e il ducato venne diviso tra Polonia e Cecoslovacchia secondo le decisioni del Trattato di Versailles (1919), nel luglio del 1920, divenendo noto con il nome di Slesia di Cieszyn.

## Demografia
Secondo il censimento austriaco del 1910, il ducato contava all'epoca 434.000 abitanti, di cui 234.000 (53.9%) polacchi, 116.000 (26.7%) cechi, 77.000 (17.7%) tedeschi e 7.000 (1.6%) di altre nazionalità.

## Duchi di Teschen

### Dinastia Piast (1290-1653)
- 1290–1315 Mieszko I
- 1315–1358 Casimiro I
- 1358–1410 Premislavo I Noszak
- 1410–1431 Boleslao I
- 1431–1442 Eufemia, moglie di Boleslavo e i suoi quattro figli: Venceslao I, Boleslao II, Ladislao, e Premislavo II
- 1442–1452 Premislavo II e Boleslao II
- 1452-1477 Premislavo II
- 1477–1528 Casimiro II
- 1528–1579 Venceslao III Adamo
- 1579–1617 Adamo Venceslao
- 1617–1625 Federico Guglielmo
- 1625–1653 Elisabetta Lucrezia

### Dinastia Asburgo (1653-1722)

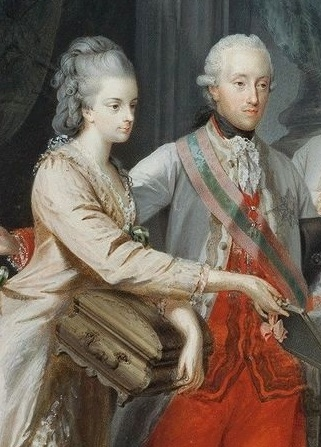
L'arciduchessa Maria Cristina d'Asburgo-Lorena ed il marito, il duca Alberto

- 1653-1654 Re Ferdinando IV d'Ungheria
- 1654-1657 Imperatore Ferdinando III
- 1657-1705 Imperatore Leopoldo I
- 1705-1711 Imperatore Giuseppe I
- 1711-1722 Imperatore Carlo VI

Nel 1722 l'imperatore Carlo VI investì suo cugino Leopoldo di Lorena del titolo ducale.

### Dinastia Asburgo-Lorena (1722-1918)
- 1722-1729 Leopoldo di Lorena
- 1729-1765 Imperatore Francesco I
- 1765-1766 Imperatore Giuseppe II
- 1766-1792 Arciduchessa Maria Cristina con
  - 1766-1822 Principe Alberto di Sassonia
- 1822-1847 Arciduca Carlo
- 1847-1895 Arciduca Alberto
- 1895-1918 Arciduca Federico